# Phyllocycla murrea
Phyllocycla murrea är en trollsländeart som beskrevs av Jean Belle 1988. Phyllocycla murrea ingår i släktet Phyllocycla och familjen flodtrollsländor. Inga underarter finns listade i Catalogue of Life.